# Abbaye de Whitby
L’abbaye de Whitby est un monastère bénédictin en ruines situé à proximité de la ville de Whitby, dans le Yorkshire du Nord sur la côte nord-est de l’Angleterre.

## Fondation
L'abbaye est fondée en 657 par le roi anglo-saxon de Northumbrie Oswiu (Oswu) sous le nom de Streoneshalh (ou encore Streoneschalh, Streanshalh, Streonæshalch, anciens noms de la ville de Whitby). Il confie la direction du monastère à Hilda, nièce d’Edwin, premier roi chrétien de Northumbrie. Streoneshalh signifie « la baie du fort » ou « la baie de la tour », probablement à cause d’une ancienne construction romaine qui aurait existé sur le site. Cette explication n’a jamais été prouvée, et d'autres théories circulent, comme celle affirmant que Streoneshalh signifie le règlement du Streona, référence au poète Eadric Streona. C'est cependant fort peu probable, le poète Streona étant mort en 1017, l'appellation Streoneshalh aurait précédé sa naissance de plusieurs siècles.
L’abbaye de Whitby fut fondée comme un monastère double, c’est-à-dire qu’elle accueillait hommes et femmes, sous l’autorité de l’abbesse.

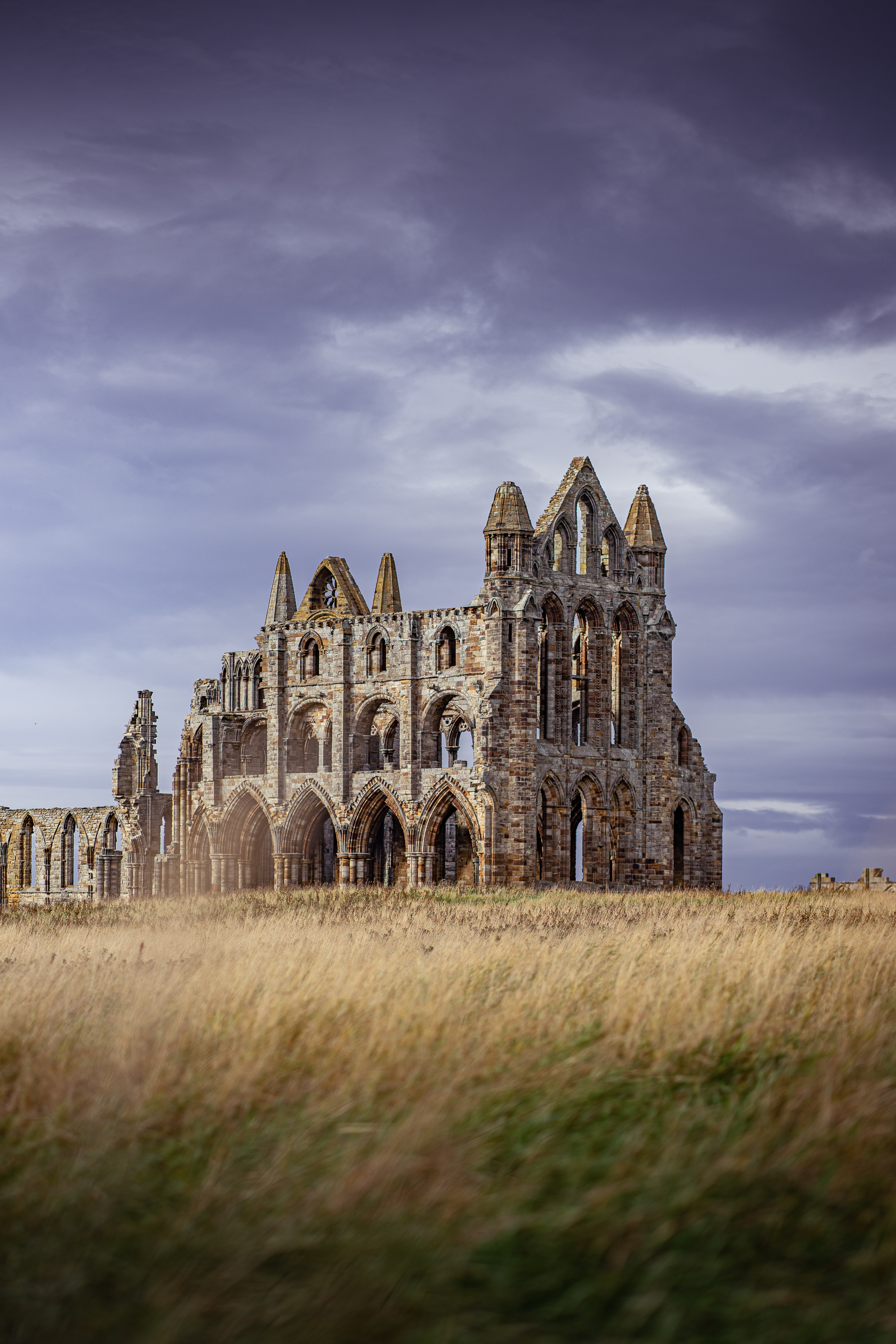
Abbaye de Whitby

## Histoire
Le monastère est connu pour avoir accueilli le grand poète saxon Cædmon.
En 664, il abrite le concile de Whitby, à l’issue duquel l’Église celtique de Northumbrie adopte les rites de l’Église catholique romaine, notamment pour le calcul de la date de Pâques.
Vers 710, un moine (ou une moniale) du monastère, appelé l'Anonyme de Whitby, compose une Vita Gregorii (vie du pape Grégoire le Grand). Ce texte constitue notamment le plus ancien récit écrit connu du miracle eucharistique de Rome. Cette Vita fait partie du codex 567 de la bibliothèque de Saint-Gall découvert à la fin du XIXe siècle.
En 867, l’abbaye est ruinée par les Vikings, puis abandonnée.
Guillaume de Percy ordonne la refondation de l’abbaye en 1078, chose faite par Regenfrith (Reinferd), moine soldat qui la dédicace à saint Pierre et sainte Hilda.
L'abbaye est partiellement détruite au début du XIIIe siècle sous l'ordre d'un descendant de Guillaume le Conquérant pour entamer sa dernière reconstruction dans les années 1220. C'est cette dernière reconstruction que l'on peut voir encore partiellement debout de nos jours.
Plus tard, le lieu est appelé Presteby (de presbytère, lieu d’habitation des prêtres, en vieux norrois), puis Hwytby, Whiteby, (la maison blanche, en vieux norrois) et finalement Whitby.

Dans le contexte politique et religieux de la dissolution des monastères, le monastère est abandonné en 1538, puis la destruction partielle du site est ordonné par Henri VIII d'Angleterre en 1540. Les restes des bâtiments de l’abbaye tombent en ruines, servent de carrière pour la pierre, et d’amer (point de repère) pour les marins.

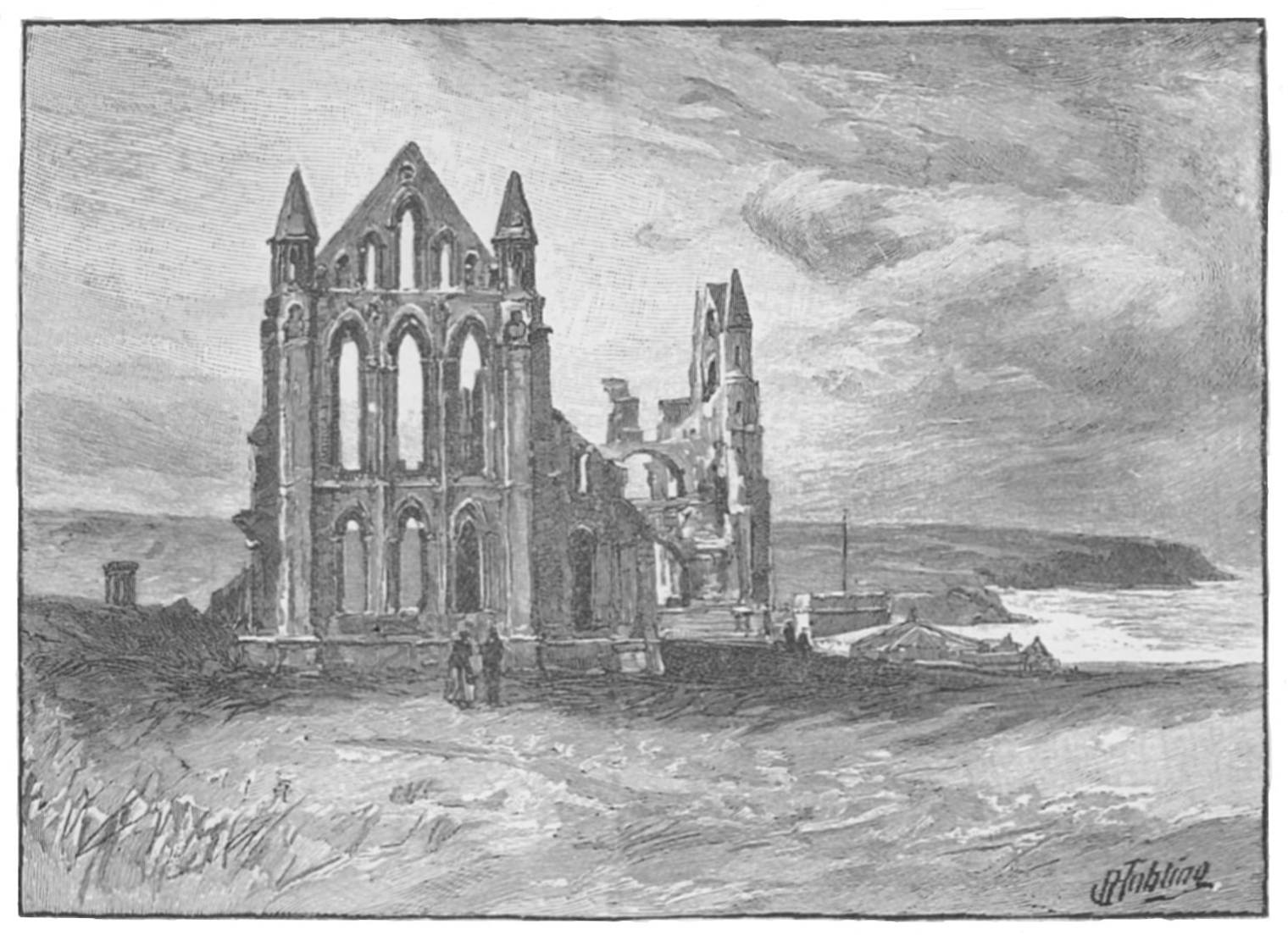
Ruines de l’abbaye de Whitby, dans un dessin de 1910

Le monastère a inspiré Bram Stoker pour son roman Dracula, et Peter Tremayne pour le premier roman de sa série « sœur Fidelma », Absolution par le meurtre.

## Importantes sépultures
- Oswiu de Northumbrie, roi de Bernicie
- Edwin de Northumbrie, roi de Deira et de Bernicie, saint
- Eahlfrith, veuve d'Oswiu et abbesse de Whitby
- Ælfflæd de Whitby, fille d'Oswiu et Eanflæd, aussi abbesse de Whitby
- Sir Guillaume de Percy († 1097/99), baron et croisé normand
- Sir Richard de Percy (en) († 1244), 5e baron de Percy, signataire de la Magna Carta